# Kanton Saint-André-2
Kanton Saint-André-2 (francouzsky Canton de Saint-André-2) je francouzský kanton v departementu Réunion v regionu Réunion. Tvoří ho pouze část města Saint-André.